# Campoletis distincta
Campoletis distincta là một loài tò vò trong họ Ichneumonidae.